# Hydrophorus signifer
Hydrophorus signifer är en tvåvingeart som beskrevs av Daniel William Coquillett 1899. Hydrophorus signifer ingår i släktet Hydrophorus och familjen styltflugor. Arten är reproducerande i Sverige. Inga underarter finns listade i Catalogue of Life.